# Randers By og Omegn
|  | Denne artikel er oprettet af botten Steenthbot ud fra en ekstern database. Den kan derfor have sproglige fejl eller mangler. Denne skabelon kan fjernes efter kontrol af indholdet. |

Randers By og Omegn er en dansk dokumentarfilm fra 1938.

## Handling
Optagelser fra Randers og omegn. Damperen M.C. Melchior sejler ind gennem Randers Fjord og ankommer i havn. Niels Ebbesens statue. Hverdagslivet i det gamle Randers med bindingsværkshuse, brostenbelagte gyder, kirken og rutebilstationen. Hestemarkedet i Randers. Herregårdsmusset Gl. Estrup. Den jydske Kong Hamlets grav på Ammelhede. Rosenholm Slot, Clausholm Slot, Femmøller og Støvringgaard Kloster. Gudenåen.